# جين هناتو
جين هناتو (باليابانية: 端戸 仁) (31 مايو 1990 في كاناغاوا في اليابان – )؛ هو لاعب كرة قدم ياباني سابق كان يلعب كمهاجم.

## وصلات خارجية
- جين هناتو على موقع الاتحاد الدولي (مؤرشف)  (الإنجليزية)
- جين هناتو على موقع رابطة كرة القدم اليابانية للمحترفين (اليابانية)
- جين هناتو على موقع قاعدة بيانات كرة القدم.إي يو (الإنجليزية)
- جين هناتو على موقع Soccerway.com (الإنجليزية)
- جين هناتو على موقع عالم كرة القدم.نت (الإنجليزية)
- جين هناتو على موقع كووورة